# Emys Sachbuchpreis
Der EMYS Sachbuchpreis wird seit 2013 in Potsdam vergeben und ist der einzige monatliche Sachbuchpreis für die besten Titel aus der Kinder- und Jugendliteratur. Aus den zwölf ausgezeichneten Monatstiteln wird der Jahres-Preisträger gekürt.

## Vergabekriterien
Mit dem EMYS werden besondere, fachlich kompetente und ansprechend aufbereitete Sachbücher für Kinder ab sechs Jahren oder Jugendliche ausgezeichnet.

## Geschichte
Preise für Kinder- und Jugendliteratur gibt es in Deutschland eine Vielzahl, eine monatliche Auszeichnung, die sich explizit mit Sachbüchern für Kinder und Jugendliche beschäftigt, gab es noch keine. Die Stadt- und Landesbibliothek (SLB) mit ihrer Kinder- und Jugendbibliothek und der Verein proWissen Potsdam, der Wissenschaft populär vermitteln möchte, schlossen sich im Januar 2013 zusammen und starteten mit der Verleihung des Emys in Kooperation mit der Arbeitsgemeinschaft von Jugendbuchverlagen e. V. (avj) und der Stadt- und Landesbibliothek Potsdam. Medienpartner sind die PotsKids und die Berliner Fenster.
Namensgeber für den Sachbuchpreis ist die Europäische Sumpfschildkröte Emys orbicularis.

## Jury
Die Jury für den EMYS bilden: Simone Leinkauf (proWissen Potsdam e. V.), Ulrike Clausen (proWissen Potsdam e. V.), Juliane Hajek (Kinderwelt gGmbH), Ronald Gohr (Stadt- und Landesbibliothek Potsdam), Nicole Luft (PotsKids!)

## Preisträger

### Jahres-Preisträger
- 2023: Markus Rottmann (Autor) und Michael Meister (Illustrator): Lichtputzer und Pulveraffen: 88 ausgestorbene Berufe und ihre unglaubliche Geschichte, Helvetiq Verlag, ISBN 978-3907293942.
- 2022: Mieke Scheier (Autorin): Alles Arbeit oder was?! Beltz & Gelberg Verlag, ISBN 978-3-407-75499-8.
- 2021: Michael Stavarič (Autor), Michèle Ganser (Illustratorin): Faszination Krake – Wesen einer unbekannten Welt, Leykam Verlag, ISBN 978-3-7011-8202-2.
- 2020: Giulia Vetri: Antarktis. Die Entdeckung eines unbekannten Kontinents, E. A. Seemanns Verlag, ISBN 978-3-86502-427-5.
- 2019: Kristina Scharmacher-Schreiber: Wie viel wärmer ist 1 Grad. Was beim Klimawandel passiert, Belz & Gelberg Verlag, ISBN 978-3-407-75469-1.
- 2018: Monika Osberghaus und Thomas Engelhardt (Autoren): Im Gefängnis – Ein Kinderbuch über das Leben hinter Gittern, Klett Kinderbuch Verlag, ISBN 978-3-95470-186-5.
- 2017: Alois Prinz: Ein lebendiges Feuer. Die Lebensgeschichte der Milena Jesenská, Beltz & Gelberg, ISBN 978-3-407-82177-5.
- 2016: Jens Soentgen: Wie man mit dem Feuer philosophiert, Hammer Verlag, ISBN 978-3-7795-0526-6.
- 2015: Ben Raskin: Der Wurm, mein bester Freund, Haupt Verlag, ISBN 978-3-258-07870-0.
- 2014: Nikolaus Nützel: Mein Opa, sein Holzbein und der Große Krieg – Was der Erste Weltkrieg mit uns zu tun hat, arsEdition, ISBN 978-3-8458-0172-8.
- 2013: Philipp Sterzer, Alexander Rösler, Kai Pannen: 29 Fenster zum Gehirn, Arena Verlag, ISBN 978-3-401-60424-4.

### Monats-Preisträger

#### 2025
- Juli: Lisa Voisard (Autorin, Grafikerin & Illustratorin): Natur auf den Teller – Weil Pizza und Pommes nicht auf Bäumen wachsen, Helvetiq Verlag, ISBN 978-3-03964-064-5.
- Juni: Evelien De Vlieger (Autorin) und Jan Hamstra (Illustrator): Das große Buch der Hühner, Gerstenberg Verlag, ISBN 978-3-8369-6331-2.
- Mai: Magda Garguláková (Autorin) und Vítězslav Mecner (Illustrator): Alles über die Hand, Aladin Verlag, ISBN 978-3-8489-0217-0.
- April: Ulrike Lohmann (Autorin und Fotografin): Ein Lesebuch über Wildbienen – Wissen und erste Artenkenntniss, Editionem per imagen Verlag, ISBN 978-3948693107.
- März: Andrew Pettie (Autor), Conrad Quilty-Harper (Autor) und Valentina D´Efilippo (Illustratorin): Das große Buch der Infografiken – Ein visuelles Lexikon, Ravensburger Verlag, ISBN 978-3-473-48079-1.
- Februar: Volker Mehnert (Autor) und Claudia Lieb (Illustratorin): Unterirdische Wunderwelten – Grotten, Tunnel, Tropfsteinhöhlen, Gerstenberg Verlag, ISBN 978-3-8369-6214-8.
- Januar: Johanna Klement (Autorin) und Karsten Teich (Illustrator): Von Rotze bis Kotze – Die flüssigen Superkräfte deines Körpers, Knesebeck-Verlag, ISBN 978-3-95728-821-9.

#### 2024
- Dezember: Kiko Sánchez (Autor) und Katharina Diestelmeier (Übersetzerin): Tunnel – Unglaubliche Bauwerke aus aller Welt, Mixtvision, ISBN 978-3-95854-229-7.
- November: Carla Häfner (Autorin) und Mieke Scheier (Illustratorin): In der Tierarztpraxis, Knesebeck Verlag, ISBN 978-3-95728-772-4.
- Oktober: Elin Hägg (Autor): Sex – Mit nackten Tatsachen durch unsere Kulturgeschichte, Klett Kinderbuch Verlag, ISBN 978-3-95470-295-4.
- September: Claudia Gliemann (Autorin) und Louise Heymans (Illustratorin): Und dann war Mama Königin, Monterosa Verlag, ISBN 978-3-942640-20-6.
- August: Rachael Davis (Autorin) und Wenjia Tang (Illustratorin): Regenbogen, Gerstenberg Verlag, ISBN 978-3-8369-6266-7.
- Juli: Rachel Poliquin (Autorin), Clayton Hanmer (Illustratorin) und Cornelia Panzacchi (Übersetzerin): Das Museum der unnützen Körperteile, Knesebeck Verlag, ISBN 978-3-95728-793-9.
- Juni: Balthazar Pagani (Autor), Marco Maraggi (Autor) und Otto Gabos (Autor): Wie man eine Graphic Novel zeichnet, Verlagshaus Jacoby & Stuart,  ISBN 978-3964282071.
- Mai: Martin Schäuble (Autor): Die Geschichte der Israelis und Palästinenser, Hanser Verlag, ISBN 978-3446279339.
- April: Caroline Stevan (Autorin) und François Vigneault (Illustrator): Brillante Brillen, Helvetiq Verlag, ISBN 978-3-03964-025-6.
- März: Klara Kapprell (Autorin und Illustratorin): Korallen – Wer lebt im Riff?, Achse Verlag, ISBN 978-3903408111.
- Februar: Sascha Mamczak und Martina Vogl (Autoren) und Katrin Stangl (Illustratorin): Überall Leben – Vom erstaunlichen Miteinander der Arten auf unserem Planeten, Peter Hammer Verlag, ISBN 978-3779507178.
- Januar: Lena Zeise (Autorin und Illustratorin): Wie die Katze zu uns kam – Eine Geschichte von Katzen und Menschen, Gerstenberg Verlag 2023, ISBN 978-3836962018.

#### 2023
- Dezember: Lena Raubaum (Autorin) und Laura Momo Aufderhaar (Illustratorin): Luki Laus – Eine höchst haarige Angelegenheit, Tyrolia Verlag, ISBN 978-3-7022-4147-6.
- November: Katherina von der Gathen (Autorin) und Anke Kuhl (Illustratorin): Radieschen von unten: Das bunte Buch über den Tod für neugierige Kinder, Klett Kinderbuch Verlag, ISBN 978-3-95470-285-5.
- Oktober: Michal Figura (Autor) und Aleksandra Mizielinska (Illustratorin) und Daniel Mizielinski (Illustrator): Wölfe – Wahre Geschichten, Moritz Verlag, ISBN 978-3-895654497.
- September: Clarissa Corrêa da Silva (Autorin) und Maurizio Onano (Illustrator): Mein wunderbares Ich – Was mich ausmacht und welche Rolle die Gene dabei spielen, cbj Verlag, ISBN 978-3570180617.
- August: Markus Rottmann (Autor) und Michael Meister (Illustrator): Lichtputzer und Pulveraffen: 88 ausgestorbene Berufe und ihre unglaubliche Geschichte, Helvetiq Verlag, ISBN 978-3907293942.
- Juli: Hanna Müller und Carla Swiderski (Autorinnen), Miren Asiain Lora (Illustratorin): Wie Tiere trauern, Jumbo Neue Medien & Verlag, ISBN 978-3833745348.
- Juni: Black Voices (16 Autoren/Autorinnen) und Esma Bošnjaković (Illustratorin): War das jetzt rassistisch? 22 Anti-Rassismus-Tipps für den Alltag, Leykam Verlag, ISBN 978-3-7011-8241-1.
- Mai: Christine Rickhoff (Autorin) und Felicitas Horstschäfer (Illustratorin): Keine Angst vor der Angst. Ein Buch wie 100 Freundinnen und Freunde, Oetinger Verlag, ISBN 978-3-7512-0365-4.
- April: Rena Ortega (Autorin), aus dem Spanischen übersetzt von Annika Klapper: Die geheime Welt der Wale. Ein Sachbilderbuch, Coppenrath Verlag, ISBN 978-3649644255.
- März: Anna Bartosik (Autorin) und Asia Gwis (Illustratorin): Gesundheit! Die Geschichte der Medizin von früher bis heute., Knesebeck Verlag, ISBN 978-3-95728-651-2.
- Februar: Beatrix Mannel (Autorin) und Karolina Benz (Illustratorin): Wer schläft, wer wacht in der Nacht? Warum Giraffen eingeklappt schlafen und Kraken nicht schnarchen., Rowohlt Rotfuchs Verlag, ISBN 978-3-499-00905-1.
- Januar: Katharina Vlcek (Autorin und Illustratorin): Afrika! Menschen, Tiere und Natur der Savannen. Haupt Verlag, ISBN 978-3-258-08290-5.

#### 2022
- Dezember: Soledad Romero Mariň (Autorin) und Julio Antonio Blasco (Illustrator): Die berühmtesten Diebstähle der Welt. Kleine Gestalten Verlag, ISBN 978-3-96704-727-1.
- November: Ilona Einwohlt (Autorin) und Regina Kehn (Illustratorin): Zicke Zacke Trennungskacke – und wie du da durchkommst. Carlsen Verlag, ISBN 978-3-551-25068-1.
- Oktober: Birk Grüling (Autor) und Tine Schulz (Illustratorin): Am Arsch der Welt und andere spannende Orte. Klett Kinderbuch Verlag, ISBN 978-3-95470-264-0.
- September: Henriette Joseph (Autorin) und Therese Schreiber (Illustratorin): Herman H. ter Meer und das Geheimnis der Unsterblichkeit. Naturkundemuseum Leipzig, ISBN 978-3-00-071611-9.
- August: Elisabeth Etz und Nina Spagl (Autorinnen): Ein Baum kommt selten allein. Leykam Verlag, ISBN 978-3-7011-8234-3.
- Juli: Kirsten Holtmon Resaland und Astrid Nylander Almaas (Autorinnen), Kristine Sand (Illustratorin): Immer mehr ganz du. Gabriel Verlag, ISBN 978-3-522-30602-7.
- Juni: Wilkinson, Carl (Autor) und James Weston Lewis (Illustrator): Albert Einsteins Relativitätstheorie, Insel Verlag, ISBN 978-3-458-17897-2.
- Mai: Aina Bestard (Autorin): Wie alles begann, Gerstenberg Verlag, ISBN 978-3-8369-6140-0.
- April: Lisa Duhm (Autorin), Eva Jung (Illustratorin): Sie sind überall – Gegen Faschismus in deinem Feed. Gabriel Verlag, ISBN 978-3-522-30593-8.
- März: Katharina Vlcek (Autorin): Amazonien – Entdecke die Wunder des Regenwaldes. Haupt Verlag, ISBN 978-3-258-08226-4.
- Februar: Mieke Scheier (Autorin): Alles Arbeit oder was?! Beltz & Gelberg Verlag, ISBN 978-3-407-75499-8.
- Januar: Christoph Drösser (Autor), Nora Coenenberg (Autorin und Illustratorin): Es geht um die Wurst – was du wissen musst, wenn du gern Fleisch isst. Gabriel Verlag, ISBN 978-3-522-30581-5.

#### 2021
- Dezember: Michael Stavarič (Autor), Michèle Ganser (Illustratorin): Faszination Krake – Wesen einer unbekannten Welt. Leykam Verlag, ISBN 978-3-7011-8202-2.
- November: Katharina Weiss-Tuider (Autorin), Christian Schneider (Illustrator): Expedition Polarstern – Dem Klimawandel auf der Spur. cbj Verlag, ISBN 978-3-570-17814-0.
- Oktober: Linda Becker (Autorin), Julian Wenzel (Autor), Birgit Jansen (Illustratorin): Was ist eigentlich dieses LGBTIQ*? Dein Begleiter in die Welt von Gender und Diversität. Migo Verlag, ISBN 978-3-96846-046-8.
- September: Xenia Joss (Autorin und Illustratorin): Schlau, schwarz und kunterbunt. Die Welt der Rabenvögel. Atlantis Verlag, ISBN 978-3-7152-0798-8.
- August: Larissa Ribeiro (Autoren und Illustratorin), André Rodrigues (Autoren und Illustrator), Paula Desgualdo und Pedro Markun (Autoren): Im Dschungel wird gewählt. So funktioniert Demokratie. Prestel Verlag, ISBN 978-3-7913-7469-7.
- Juli: Susanna und Johannes Rieder (Autoren), Arinda Crăciun (Illustratorin): Hunde im Futur. Eine Grammatik in Bildern. Susanna Rieder Verlag, ISBN 978-3-948410-21-6.
- Juni: Sarah Klymkiw (Autorin), Kim Hankinson (Illustratorin): Make Fashion Better: Mit Stil die Welt verbessern – Sachbuch über Mode und Nachhaltigkeit – mit DIY-Tipps. Loewe Verlag, ISBN 978-3-7432-0972-5.
- Mai: Katharina von der Gathen (Autorin), Anke Kuhl (Illustratorin): AnyBody – Dick & dünn & Haut & Haar: das große Abc von unserem Körper-Zuhause. Klett Kinderbuch Verlag, ISBN 978-3-95470-246-6.
- April: Karsten Brensing und Katrin Linke (Autoren), Nikolai Renger (Illustration): Die spannende Welt der Viren und Bakterien. Loewe Verlag, ISBN 978-3-7432-0974-9.
- März: Lucy Hawking und Stephen Hawking (Hrsg.), Stephan Matthiesen (Übersetzung): Das Universum. Was unsere Welt zusammenhält. Antworten auf die großen Fragen der Menschheit. cbj Verlag, ISBN 978-3-570-17815-7.
- Februar: Mike Schäfer (Autor) und Meike Töpperwien (Illustratorin): Mein Geld, dein Geld. Von Mäusen, Kröten und Moneten. Beltz & Gelberg Verlag, ISBN 978-3-407-75589-6.
- Januar: Karsten Brensing (Autor) und Nikolai Renger (Illustrator): Wie Tiere sprechen – und wie wir sie besser verstehen. Loewe Verlag, ISBN 978-3-7432-0547-5.

#### 2020
- Dezember: Lena Zeise: Das wahre Leben der Bauernhoftiere. Klett Kinderbuch Verlag, ISBN 978-3-95470-240-4.
- November: Hélène Druvert, Jean-Claude Druvert, Ursula Bachhausen (Übersetzung): Ein neues Leben entsteht. Schwangerschaft und Geburt. Gerstenberg Verlag, ISBN 978-3-8369-6076-2.
- Oktober: Good Wives and Warriors (Autorinnen), (aus dem Englischen von Sarah Pasquay): Mythopedia. Die Welt der Fabelwesen und ihrer magischen Geschichten. Laurence King Verlag, ISBN 978-3-96244-153-1.
- September: Avalon Nuovo (Autorin), David Doran (Illustrator): Hier spielt die Musik. Das Orchester und seine Instrumente. Knesebeck Verlag, ISBN 978-3-95728-376-4.
- August: Eva Sixt (Autorin): Im Moor. Kiebitz, Frosch und Sonnentau. Atlantis Verlag, ISBN 978-3-7152-0784-1.
- Juli: Sarah Welk (Autorin), Dunja Schnabel (Illustratorin): Tagesschau und Co. Wie Sender und Redaktionen Nachrichten machen. arsEdition Verlag, ISBN 978-3-8458-3240-1.
- Juni: Kristina Scharmacher-Schreiber (Autorin), Ferruccio Cucchiarini (Illustrator): Verborgene Welt der Wölfe. Sophie Verlag, ISBN 978-3-96808-001-7.
- Mai: Martin Verg, Dr. Jürgen Hübner (Hrsg.), Irmela Schautz (Illustratorin): Gestern war noch Krieg. Thienemann-Esslinger Verlag, ISBN 978-3-522-18552-3.
- April: Justina Engelmann (Autorin), Gunther Schulz (Illustrator): Mein grosser Kosmos Weltraumatlas. Franckh-Kosmos Verlag, ISBN 978-3-440-16035-0.
- März: Alexandre Galand (Autor), Delphine Jacquot (Illustratorin): Die Welt in der Wunderkammer. Gerstenberg Verlag, ISBN 978-3-8369-6053-3.
- Februar: Giulia Vetri (Autorin): Antarktis. Die Entdeckung eines unbekannten Kontinents. E. A. Seemanns Verlag, ISBN 978-3-86502-427-5.
- Januar: Emmanuelle Figuera (Autorin), Claire de Gastold (Illustratorin): Was riecht eigentlich die Schnecke? Knesebeck Verlag, ISBN 978-3-95728-307-8.

#### 2019
- Dezember: Sangma Francis (Autorin), Lisk Feng (Illustratorin): Everest. NordSüd Verlag, ISBN 978-3-314-10476-3.
- November: Yann Arthus-Bertrand und Anne Jankéliowitch (Autoren): Dünnes Eis. Was braucht die Welt, damit sie hält? Gabriel Verlag, ISBN 978-3-522-30529-7.
- Oktober: Kristina Scharmacher-Schreiber (Autorin), Stephanie Marian (Illustratorin): Wie viel wärmer ist 1 Grad? Was beim Klimawandel passiert. Beltz & Gelberg Verlag, ISBN 978-3-522-30529-7.
- September: Holger Haag (Autor), Manfred Rohrbeck (Illustrator): Lebensgross. Coppenrath Verlag, ISBN 978-3-649-63068-5.
- August: Tobias Schrödel (Autor): It's A Nerd's World, Arena Verlag, ISBN 978-3-401-60436-7.
- Juli: Ninon Ammann (Autorin): Wundertier Schwamm. Atlantis Verlag, ISBN 978-3-7152-0749-0.
- Juni: Martin Jenkins (Autor), Tom Frost (Illustration): Seltene Tiere – Ein Atlas der bedrohten Arten. Thienemann Verlag, ISBN 978-3-522-45902-0.
- Mai: Gesine Grotian und Susan Schädlich (Autorinnen): Fragen an Europa: Was lieben wir? Was fürchten wir? Beltz & Gelberg Verlag, ISBN 978-3-407-81245-2.
- April: Stuart Atkinson (Autor), Brendan Kearney (Illustration): Mit Feli durch die Nacht. Laurence King Verlag, ISBN 978-3-96244-028-2.
- März: David Nelles und Christian Serrer, (Autoren): Kleine Gase – Grosse Wirkung. Der Klimawandel, Verlag KlimaWandel, ISBN 978-3-9819650-0-1.
- Februar: Melanie Laibl, (Autorin), Lili Richter, (Illustratorin): So ein Mist. Tyrolia-Verlag, ISBN 978-3-7022-3698-4.
- Januar: Sarah Herlofsen (Autorin) und Dagmar Geisler (Illustratorin): Wie ist das mit dem Krebs? Gabriel Verlag, ISBN 978-3-522-30504-4.

#### 2018
- Dezember: Katie Viggers (Autorin): Das Bären-Buch. Zu Besuch bei Bären aus aller Welt. Laurence King Verlag, ISBN 978-3-96244-036-7.
- November: Guillaume Duprat (Autor): Wie laut war der Urknall? Wie sich Menschen unser Universum vorstellen. Knesebeck Verlag, ISBN 978-3-95728-208-8.
- Oktober: Frank Schwieger (Autor) und Janna Steinmann (Illustratorin): Erik, der Wikingerjunge. Gerstenberg Verlag, ISBN 978-3-8369-5885-1.
- September: Bibi Dumon Tak, (Autorin): Grosse Vogelschau. Von Luftakrobaten, Überfliegern und Krachmachern. Gerstenberg Verlag, ISBN 978-3836956376.
- August: Leonora Leitl, (Autorin): Susi Schimmel, Vom Verfaulen und Vergammeln. Tyrolia Verlag, ISBN 978-3702236656.
- Juli: Christine Schulz-Reiss, (Autorin), Klaus Ensikat (Illustrator): Johannes Gutenberg und das Werk der Bücher. Kindermann Verlag, ISBN 978-3-934029-72-9.
- Juni: Wolfgang Korn (Autor): Karl Marx – Ein radikaler Denker. Hanser Verlag, ISBN 978-3-446-25870-9.
- Mai: Thomas Engelhardt, Monika Osberghaus, Susann Hesselbarth (Illustration): Im Gefängnis – Ein Kinderbuch über das Leben hinter Gittern. Klett Kinderbuch Verlag, ISBN 978-3-95470-186-5.
- April: Karoline Kuhla: Fake News. Carlsen Verlag, ISBN 978-3-551-31731-5
- März: Cruschiform: COLORAMA – Das Buch der Farben. Prestel Verlag, ISBN 978-3-7913-7327-0.
- Februar: Elena Favilli und Francesca Cavallo: Good Night Stories for Rebel Girls – 100 außergewöhnliche Frauen, Carl Hanser Verlag, ISBN 978-3-446-25690-3.
- Januar: LeFloid: Wie geht eigentlich Demokratie #FragFloid, FISCHER Verlag, ISBN 978-3-7335-0422-9.

#### 2017
- Dezember: Katharina von der Gathen (Autorin) und Anke Kuhl (Illustratorin): Das Liebesleben der Tiere. Klett Kinderbuch Verlag, ISBN 978-3-95470-169-8.
- November: Anne Kostrzewa (Autorin) und Inka Vigh (Illustratorin): Nasengruß und Wangenkuss. FISCHER Sauerländer Verlag, ISBN 978-3737354837.
- Oktober: Heinz Krimmer (Autor): Netzwerk Korallenriff – wertvoller als Google. Apple & Co, Kosmos Verlag, ISBN 978-3-440-15447-2.
- September: Britta Teckentrup (Autorin): Das Ei. Prestel Verlag, ISBN 978-3791372860.
- August: Damien Laverdunt und Hélène Rajcak (Autoren): Die unsichtbaren Welten mikroskopisch kleiner Tiere. Jacoby & Stuart Verlag, ISBN 978-3-946593-27-0.
- Juli: Ute Daenschel und Kerstin Lücker (Autoren): Weltgeschichte für junge Leserinnen. Kein & Aber Verlag, ISBN 978-3036957609.
- Juni: Accinelli Gianumberto (Autor): Der Dominoeffekt oder Die unsichtbaren Fäden der Natur. Fischer  Sauerländer Verlag, ISBN 978-3737354714.
- Mai: Susie Hodge (Autor): Wieso sind die alle nackt? Knesebeck Verlag, ISBN 978-3-95728-001-5.
- April: Clara Henry (Autor): Ja, ich habe meine Tage! So what? Beltz & Gelberg Verlag, ISBN 978-3-407-86430-7.
- März: Jochen Oltmer und Nikolaus Barbian (Autoren), Christine Rösch (Konzeption und Illustration): Ein Blick in die deutsche Geschichte. Vom Ein- und Auswandern. Jacoby & Stuart, ISBN 978-3-94659-308-9.
- Februar: Alois Prinz (Autor): Ein lebendiges Feuer, Beltz & Gelberg, ISBN 978-3-40782-177-5.
- Januar: Christian Nürnberger und Petra Gerster (Autoren): Der rebellische Mönch, die entlaufene Nonne und der größte Bestseller aller Zeiten – Martin Luther, Gabriel Verlag, ISBN 978-3-522-30419-1.

#### 2016
- Dezember: ter Horst, Marc (Autor); Panders, Wendy (Illustration): Wow – Die Erde! Carlsen Verlag, ISBN 978-3-551-25032-2.
- November: Tuckermann, Anja (Autor): Wir schweigen nicht! Arena Verlag, ISBN 978-3-401-06854-1.
- Oktober: Piotr Socha (Autor): Bienen, Gerstenberg Verlag, ISBN 978-3-8369-5915-5.
- September: Jessie Hartland (Autor): Steve Jobs – Das wahnsinnig geniale Leben des iPhone-Erfinders. Eine Comic-Biographie. Fischer Verlag, ISBN 978-3-7373-4027-4.
- August: Heinrich-Böll-Stiftung (Hrsg.), Gesine Grotrian (Konzeption und Illustration): Iss was?! Tiere, Fleisch & ich. ISBN 978-3-86928-150-6.
- Juli: Fleur Daugey und Sandrine Thommen (Autoren): Vögel auf Weltreise: Alles über Zugvögel, Jacoby & Stuart, ISBN 978-3-941787-53-7.
- Juni: Davey Owen (Autor): Die Affenbande – Alles über Mandrill, Gibbon, Schimpanse und Co. Knesebeck Verlag, ISBN 978-3-86873-912-1.
- Mai: Antje Helms (Autor): Mein Körper. Erklärt und illustriert. Die Gestalten Verlag, ISBN 978-3-89955-712-1.
- April: Julia Balogh und Birgit Murke (Hrsg.): Geteilte Ansichten – Jugendliche stellen Fragen zur Deutschen Einheit, Ueberreuter Verlag, ISBN 978-3-7641-7037-0.
- März: Hermann Vinke und Kira Vinke (Autoren): Zivilcourage 2.0 – Vorkämpfer für eine gerechte Zukunft, Ravensburger Verlag, ISBN 978-3-473-55348-8.
- Februar: Jens Soentgen (Autor): Wie man mit dem Feuer philosophiert, Hammer Verlag, ISBN 978-3-7795-0526-6.
- Januar: Barbara Warning (Autor): Kindheit in Trümmern, Ravensburger Buchverlag, ISBN 978-3-473-55375-4.

#### 2015
- Dezember: James Dawson (Autor): How to be Gay – alles über Coming-out, Sex, Gender und Liebe. S. Fischer Verlag, ISBN 978-3-7335-0092-4.
- November: Bärbel Oftring (Autor): Ebbe und Flut, Willegoos Verlag, ISBN 978-3-944445-10-6.
- Oktober: Kerstin Wacker (Autor): Herr Katz, Isolde und ich – oder wie macht man eigentlich ein Buch? Wacker und Freunde Verlag, ISBN 978-3-00-048090-4.
- September: Thomas Sandkühler (Autor): Adolf H. – Lebensweg eines Diktators. Carl Hanser Verlag, ISBN 978-3-446-24635-5.
- August: Janny van der Molen (Autor): Herrn Swart brummt der Schädel oder wie das Denken im Kopf die Richtung wechseln kann. Gabriel Verlag, ISBN 978-3-522-30412-2.
- Juli: Britta Teckentrup (Autor): Alle Wetter. Jacoby & Stuart Verlag, ISBN 978-3-942787-52-9.
- Juni: Ben Raskin (Autor): Der Wurm mein bester Freund. Haupt Verlag, ISBN 978-3-258-07870-0.
- Mai: Alexander Hogh (Autor) und Jörg Mailliet (Illustrationen): Tagebuch 14/18 – Vier Geschichten aus Deutschland und Frankreich. TintenTrinker Verlag, ISBN 978-3-9816323-1-6.
- April: Eric Chaline (Autor): 50 Tiere, die unsere Welt veränderten. Haupt Verlag, ISBN 978-3-258-07855-7.
- März: Julia Korbig (Autor): Stand Up – Feminismus für Anfänger und Fortgeschrittene. Rogner & Bernhard Verlag, ISBN 978-3-95403-044-6.
- Februar: Katharina von der Gathen (Autor), Anke Kuhl (Illustrationen): Klär mich auf – 101 echte Kinderfragen um ein aufregendes Thema. Klett Kinderbuchverlag, ISBN 978-3-95470-119-3.
- Januar: Jenny Broom (Autor), Katie Scott (Illustrationen): Das Museum der Tiere. Prestel Verlag, ISBN 978-3-7913-7177-1.

#### 2014
- Dezember: Manfred Mai: Kennst du die? Tulipan Verlag, ISBN 978-3-86429-200-2.
- November: Jan Paul Schutten, Floor Rieder: Evolution oder Das Rätsel von allem, was lebt, Gerstenberg Verlag, ISBN 978-3-8369-5797-7.
- Oktober: Valerie Wyatt: Die Bademattenrepublik: Anleitung zum Aufbau einer eigenen Demokratie, Klett, ISBN 978-3-95470-098-1.
- September: Peter Boerboom, Tim Proetel: Licht. Illusion aus Hell und Dunkel, Hauptverlag, ISBN 978-3-258-60074-1.
- August: Bärbel Oftring, Holger Haag u. a.: Das große Waldbuch, Coppenrath, ISBN 978-3-649-61574-3.
- Juli: Jim Ottaviani (Text), Leland Myrick (Illustration): Feynman – Ein Leben auf dem Quantensprung, Egmont Graphic Novel, ISBN 978-3-7704-5501-0.
- Juni: Nicholas Blechman: Die Welt der Tiere, Knesebeck Verlag, ISBN 978-3-86873-690-8.
- Mai: Reinhard Osteroth (Autor), Reinhard Kleist (Illustration): 1914 – Ein Maler zieht in den Krieg, Aladin Verlag, ISBN 978-3-8489-0078-7.
- April: Petronella Glückschuh: Deutschland – Umwelt – Tiere – Kinderatlas, Glückschuh Verlag, ISBN 978-3-943030-14-3.
- März: Guillaume Duprat: Was sieht eigentlich der Regenwurm? Knesebeck Verlag, ISBN 978-3-86873-682-3.
- Februar: Wolfgang Korn, Klaus Ensikat: Die Geheimnisse von Troja, Boje Verlag, ISBN 978-3-414-82340-3.
- Januar: Nikolaus Nützel: Mein Opa, sein Holzbein und der Große Krieg – Was der Erste Weltkrieg mit uns zu tun hat, arsEdition, ISBN 978-3-8458-0172-8.

#### 2013
- Dezember: Philip Pullman: Grimms Märchen, Aladin Verlag, ISBN 978-3-8489-2001-3.
- November: Jürgen Brück: Pi mal Daumen, Compact Verlag, ISBN 978-3-8174-8872-8.
- Oktober: Aleksandra Mizielinska, Daniel Mizielinski: Alle Welt. Das Landkartenbuch, Moritz Verlag, ISBN 978-3-89565-270-7.
- September: Ruth Brocklehurst, Rosie Dickins, Abigail Wheatley: Kunst für Kinder. Berühmte Maler und ihre Meisterwerke entdecken, Arena Verlag, ISBN 978-3-401-06846-6.
- August: Virginie Aladjidi, Emmanuelle Tchoukriel: Birke, Buche, Baobab: Bäume und Sträucher aus aller Welt, Gerstenberg Verlag, ISBN 978-3-8369-5748-9.
- Juli: Graham L. Banes: Leben! Meyers Kinderbuch, ISBN 978-3-411-81254-7.
- Juni: Henning Wiesner: Wenn Hunde sprechen könnten! Hanser Verlag, ISBN 978-3-446-24169-5.
- Mai: Philipp Sterzer, Alexander Rösler, Kai Pannen: 29 Fenster zum Gehirn, Arena Verlag, ISBN 978-3-401-06146-7.
- April: Nikolaus Nützel: Ihr schafft mich! Von Regeln – und wie man sie durchbrechen kann, cbj, ISBN 978-3-570-13847-2.
- März: Dagmar Röhrlich: Urmeer: Die Entstehung des Lebens, mare wissen, ISBN 978-3-941787-64-3.
- Februar: Christine Paxmann, Anne Ibelings: Architektur – Von der Steinzeithöhle zum Wolkenkratzer, Prestel Verlag, ISBN 978-3-7913-7087-3.
- Januar: Hélène Rajcak, Damien Laverdunt: Unglaubliche Geschichten von ausgestorbenen Tieren, Jacoby & Stuart, ISBN 978-3-941787-64-3.